# Isztambuli béke (1533)
Az 1533. június 22-én aláírt isztambuli béke (vagy konstantinápolyi béke) az Oszmán Birodalom és a Habsburg-ház között jött létre. A békeszerződés lezárta a Habsburg–török háborúk első fejezetét, I. Ferdinánd király kezén hagyva a Magyar Királyság nyugati és északi részeit.

## Háttér
Szulejmánnak nem kedvezett a Habsburg-ház közép-európai megerősödése, ezért I. Ferdinánddal szemben Szapolyai János megsegítése ürügyén 1529-ben hadat vezetett Magyarországra. Bár Budát sikerült elfoglalnia, Bécs ostroma sikertelen maradt. Ráadásul a szultáni sereg kivonulását követően a német és osztrák csapatok Budáig nyomultak előre. Az 1529-es hadjáratot egy újabb követte 1532-ben, melyet Jurisics Miklós Kőszeg védelmezésével tett emlékezetessé. A Bécs előtt álló hatalmas birodalmi csapatok (cseh, magyar, olasz, spanyol hadakkal) készen várták a törököket, azonban a szultán elkerülte az ütközetet. A törökök visszavonulását ezúttal is Habsburg ellentámadás követte, a Magyar Királyság északi és felső területeit Ferdinánd uralta.
Az 1530-as években a szultán figyelme a Közel-Kelet felé fordult: 1533–1535 között költséges háború zajlott az Oszmán Birodalom és az Iránt uraló Szafavidák között (akikkel az oszmánok mind politikai, mind vallási síkon szemben állottak). Szulejmán előbb Ibrahim nagyvezírt küldte erős csapatokkal Irakba, majd 1534 nyarán személyesen is a sah ellen vonult. A nyugati offenzíva sikertelensége és az oszmánok keleti lekötöttsége miatt a Porta kedvezően fogadta V. Károly és I. Ferdinánd békeajánlatát, még a keleti hadjárat megindítása előtt létrejött a béke.
A szultán 1533. június 22-én írta alá a békeszerződést. A Habsburg-követek június 24-én kapták kézbe a lepecsételt békeokmányokat Ibrahim nagyvezírtől, Gritti jelenlétében.

## A békében szereplő feltételek
Az isztambuli béke pontjai a következők voltak:
- Szulejmán gyermekeivé fogadja Ferdinándot és II. Lajos özvegyét, Habsburg Máriát.
- Kimondja, hogy Ferdinánd jogosan birtokolja a Magyar Királyság általa uralt részeit.
- Ferdinánd évi 30 ezer aranyat fizet a szultánnak.
- Ferdinánd elismeri Szapolyai Jánost Magyarország királyának.
- V. Károlyt spanyolt királyként, I. Ferdinándot német királyként ismeri el az oszmán diplomácia. A török–Habsburg tárgyalásokon egyedül Szulejmán viselheti a császári címet.

## A békeszerződés megítélése
A törökök számára előnyös isztambuli békeszerződés a Habsburg-párti magyarok körében visszatetszést keltett. Az Oszmán Birodalom keleti lekötöttsége lehetőséget adott volna egy nagyobb törökellenes offenzíva megindítására, de erre egy (sikertelen) 1537-is támadásig nem kerülhetett sor. Nyilvánvalóvá vált, hogy Ferdinánd a bátyja, V. Károly pénzügyi és fegyveres támogatása nélkül nem képes támadó háborút indítani a török ellen. V. Károly számára a magyarországi hadszíntér jelentősége a francia királlyal való rivalizálás, a protestantizmus terjedése és a Német-római Birodalom belső problémái mellett eltörpült.
Belátva, hogy az ország egységének visszaállítása külső hatalmaktól nem várható, az 1534–38 közti időszakban a két király, János és Ferdinánd sűrűn kötött fegyverszünetet. Ezt szorgalmazta a kincstartói és váradi püspöki széket is megörökölt Fráter György is, aki Gritti halála után Szapolyai első számú bizalmasa lett és célja Magyarország egységének helyreállítása volt.
Az 1533-as békeszerződés megítélése ma is ellentmondásos. A Ferdinánd-párti kortársak és a későbbi, Habsburg-párti történészek olyasmivel vádolták Szapolyait (adófizetés, magyarországi ügyekben jóváhagyás kérése a Portától), amit a mindenkori bécsi politika is megtett. Csak a tizenöt éves háborút lezáró zsitvatoroki békének köszönhetően vált a Habsburg uralkodó és az oszmán padisah a diplomáciában egyenrangúvá.